# Förbön

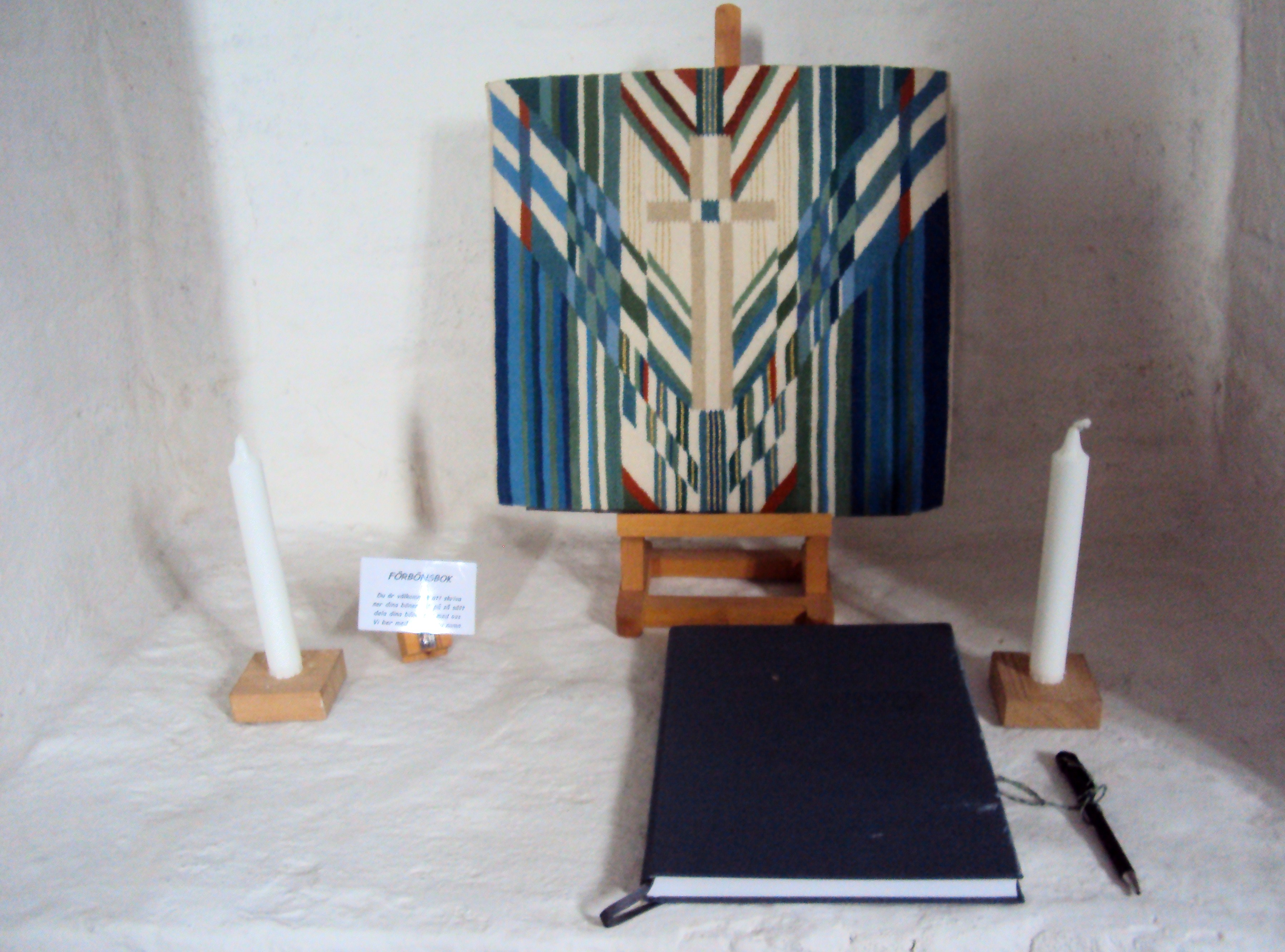
Förbönsbok i Fru Alstads kyrka.

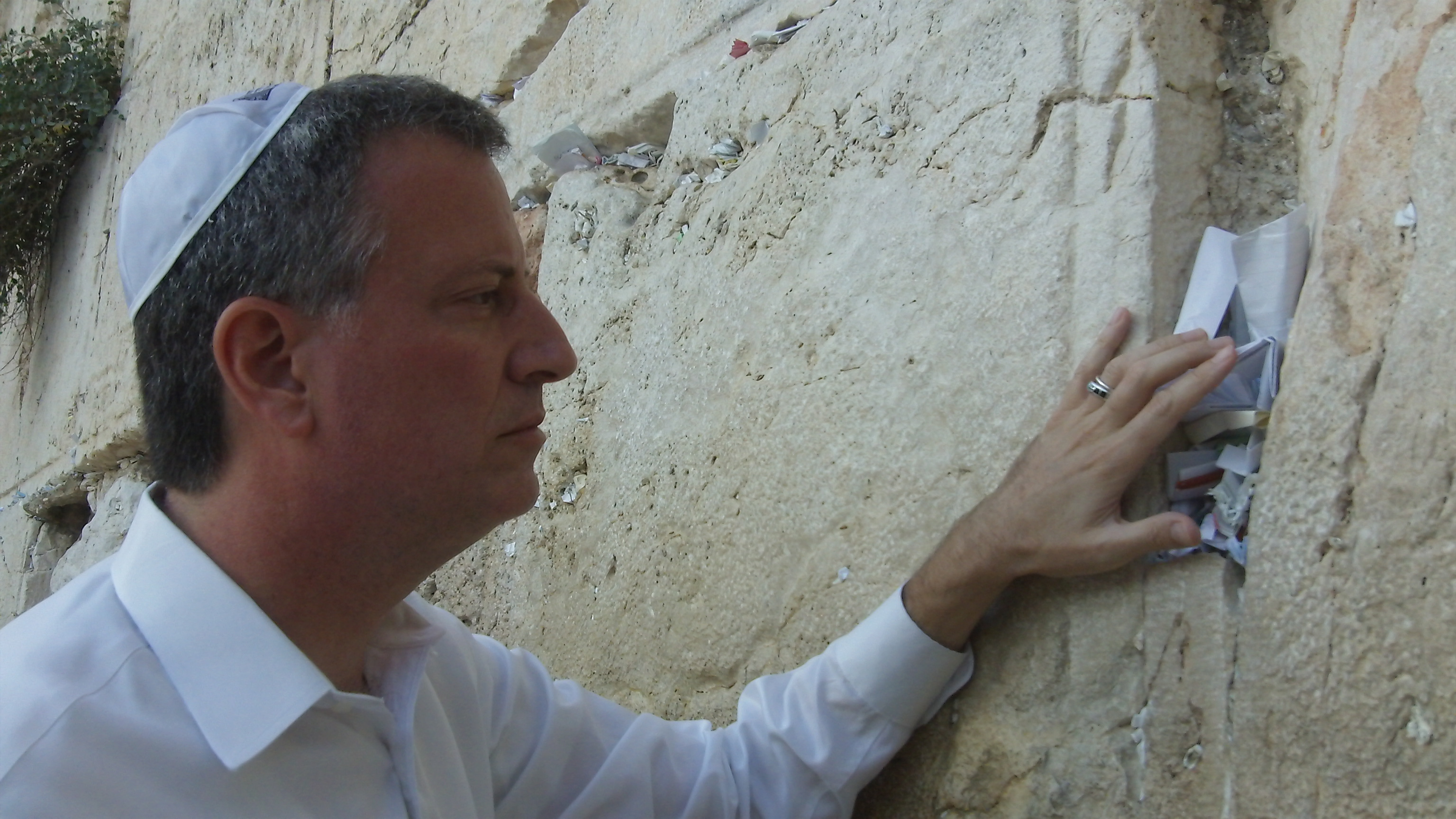
Brev med förböner sätts fast vid den västra muren i Jerusalem.

Förbön är en särskild form av bön. Kyrkans förbön i mässan, vilken är en bön då man ber för andra människor, länder, företeelser eller naturen. Det kan även handla om så kallad personlig förbön då en eller ett par personer ber för eller hjälper en enskild person med bön.

## Den allmänna kyrkobönen
Förbön är i gudstjänster namnet på det moment, där församlingen gemensamt ber för de nydöpta, för de som har ingått äktenskap, för hemmen, för de behövande, sig själva och för olika grupper och företeelser i samhället. Motsvarigheter till detta moment finns i gudstjänstordningar i de flesta kyrkor och samfund. I Svenska kyrkan till exempel ber man för världssamfundet och det svenska samhället, för den kristna kyrkan på jorden och kristenheten i Sverige, för den egna församlingen och för människor där och på andra håll som har det svårt. Ett äldre namn på denna bön är "den allmänna kyrkobönen". Ibland läggs det in som ett avsnitt i den eukaristiska bönen.

## Personlig förbön
Personlig förbön är i Sverige mycket vanlig både inom den frikyrkliga världen och inom Svenska kyrkan. Den kan ske inom ramen för gudstjänster eller helt enkelt som en bönhandling kristna emellan. Förebedjare kan skriva in sina böner i kyrkans bok, de kan skriva dem på särskilda papperslappar som sedan läses av prästen i gudstjänsten.
Om personlig förbön sker i den frikyrkliga gudstjänsten går personlig förbön förenklat till på följande (eller liknande) sätt: Personer som upplever sig vara i behov av förbön ombedes att ta sig till en plats i lokalen där ett så kallat "förebedjarteam" (personer som frivilligt anmält sig och som har förtroende i gruppen) väntar. Den förbönssökande får då ofta en personlig förebedjare.
Förebedjare försöker skapa en avslappnad och trygg miljö medan den förbönssökande talar om specifikt vad hon eller han vill ha förbön för (detta kan naturligtvis skilja mycket men som exempel kan nämnas en önskan om helande, djupare kontakt med Gud, gudomlig vägledning eller andedop med mera). Härefter påbörjas själva förbönen. Bönen bes vanligtvis högt eller på ett sätt så att den förbönssökande kan höra den utan att andra i lokalen nödvändigtvis kan det och innefattar oftast handpåläggning.